# Còn chút gì để nhớ (tiểu thuyết)
Còn chút gì để nhớ là truyện dài của nhà văn Nguyễn Nhật Ánh, gồm 31 phần, sáng tác năm 1988.

## Nội dung
Lấy bối cảnh trước ngày thống nhất đất nước năm 1975, câu chuyện xoay quanh Chương, chàng trai 18 tuổi đầy ước mơ và hoài bão, rời vùng quê nghèo miền Trung nắng gió vào Sài Gòn để kiếm cho mình tấm bằng đại học sư phạm.
Nơi đất khách ồn ào náo nhiệt, anh gặp gỡ những con người mới. Có những người chỉ đi qua cuộc đời anh, nhưng cũng có những người gắn bó với anh cả trọn cuộc đời. Đó là những người bạn đại học thân thiết Kim Dung và Bảo. Đó là gia đình bác Tám với ba cô con gái: Kim, Trâm, Quỳnh và cậu em út Tạo. Kim, cô chị cả của gia đình nhỏ; Trâm lanh lẹ, "ác khẩu" nhưng lại tốt bụng; và đặc biệt một Quỳnh đáng yêu xinh xắn, dịu dàng, khiến Chương xao xuyến ngay từ lần đầu nghe giọng. Nhưng rồi chiến tranh và dòng đời xô đẩy mỗi người một phương. Và rồi tất cả chẳng còn "chút gì để nhớ"...
Bốn năm, một khoảng thời gian không dài nhưng chất chứa biết bao kỷ niệm, ký ức của cả một quãng đời tuổi đôi mươi của Chương. Những tình bạn đẹp, những mối tình ngây ngô, vụng dại và lỡ làng. Sài Gòn chỉ đủ níu kéo chân Chương bốn năm của quãng đời đại học, nhưng những kỷ niệm nơi mảnh đất ấy đủ níu kéo những hoài niệm trong anh cả một đời...

## Nhân vật
- Chương (nhân vật chính)
- Quỳnh (con của ông bà Tám)
- Trâm (chị kế của Quỳnh)
- Kim (chị kế của Trâm)
- Ông Tám (hàng xóm của dì dượng Ba, là ba của Trâm, Quỳnh, Kim, Tạo)
- Bà Tám (hàng xóm của dì dượng Ba, là mẹ của Trâm, Quỳnh, Kim, Tạo)
- Tạo (em của Quỳnh và là con út trong nhà ông bà Tám)
- Dì Ba (dì ruột của Chương)
- Dượng Ba (chồng của dì Ba)
- Lan Anh (con nuôi của dì dượng Ba)
- Kim Dung (bạn thân cùng lớp với Chương)
- Bảo (bạn thân cùng lớp với Chương)